# Beachhandball-Asienmeisterschaften 2007
Die Beachhandball-Asienmeisterschaften 2007 waren die zweite Austragung der kontinentalen Meisterschaft Asiens im Beachhandball. Es gab nur ein Turnier für Männer, welches vom 25. bis 30. Juni in Bandar Abbas im Iran durchgeführt wurde.
Das Turnier diente einerseits zum ermitteln eines kontinentalen Meisters, zum anderen aber auch zur Ermittlung der asiatischen Teilnehmer an den Weltmeisterschaften 2008 in Cádiz, Spanien. Hierfür qualifizierten sich die beiden Finalisten. Ein Frauenturnier kam aufgrund nicht ausreichender Meldungen nicht zustande.
Parallel zur Meisterschaft fand ein Kurs für Schiedsrichter und IHF-Delegierte statt.
| Turnier        | Daten              |                    | Finale             | Finale             | Finale             |                    | kleines Finale      | kleines Finale     | kleines Finale |
| Turnier        | Daten              | Gold               | Resultat           | Silber             | Bronze             | Resultat           | Vierte              |                    |                |
| -------------- | ------------------ | ------------------ | ------------------ | ------------------ | ------------------ | ------------------ | ------------------- | ------------------ | -------------- |
| Frauen         | Bandar Abbas, Iran | kein Frauenturnier | kein Frauenturnier | kein Frauenturnier | kein Frauenturnier | kein Frauenturnier | kein Frauenturnier  | kein Frauenturnier |                |
| Männer Details | Bandar Abbas, Iran | Pakistan           | keine Playoffs     | Iran               | Japan              | keine Playoffs     | nur drei Teilnehmer |                    |                |